# Кабаново (озеро, Ненецкий автономный округ)
Кабаново — озеро в России, располагается на территории Заполярного района Ненецкого автономного округа. Исток Кабановки.
Озеро находится на высоте 53 м над уровнем моря в болотной лесистой местности. Площадь — 3,9 км². Площадь водосборного бассейна — 12 км². Берега местами подвержены зарастанию. На севере и востоке в впадают протоки из соседних озёр. С западной стороны вытекает река Кабановка, правый приток Неси.

## Данные водного реестра
По данным государственного водного реестра России относится к Двинско-Печорскому бассейновому округу, водохозяйственный участок — реки бассейна Белого моря от мыса Воронов до мыса Канин Нос.
Код водного объекта в государственном водном реестре — 03030000311103000009693.